# Stanislao Bechi

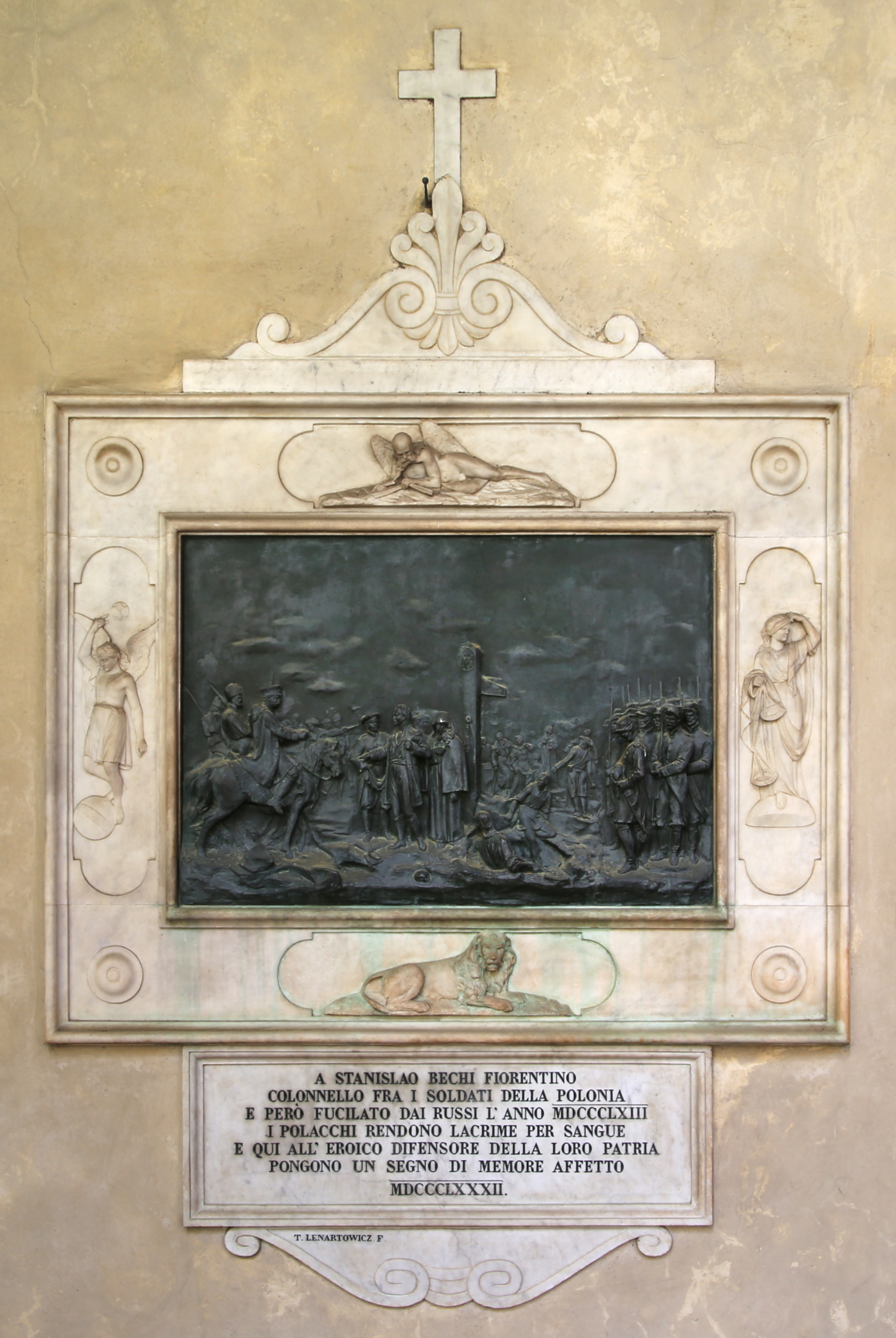
Lapide a Stanislao Bechi nel chiostro di Santa Croce (Firenze)

Stanislao Elbano Bechi (Portoferraio, 9 giugno 1828 – Włocławek, 17 dicembre 1863) è stato un militare italiano.

## Biografia
Figlio di Alessio Bechi, militare negli eserciti napoleonici, poi maggiore nell'artiglieria di Toscana,  Stanislao intraprese anch'egli la carriera militare. Dopo aver prestato onorevolmente servizio nelle due prime guerre d'indipendenza, lasciò l'esercito in seguito a un duello con un superiore, e nel 1863 si unì alla spedizione garibaldina guidata da Francesco Nullo per recare soccorso all'insurrezione polacca contro il dominio russo. Ricevuto dagli insorti il grado di Colonnello, tenne in scacco per più tempo le soverchianti forze russe, finché, nel dicembre 1863, cadde prigioniero e venne fucilato, suscitando vasta eco nell'opinione pubblica italiana e internazionale. In Italia vennero aperte varie sottoscrizioni a favore della vedova e degli orfani, anche grazie all'appassionato impegno di Niccolò Tommaseo, che si prodigò in tal senso. I figli si trasferirono successivamente in Inghilterra, dove i discendenti hanno adottato il cognome De Bechi. Anche in Polonia il suo ricordo rimase vivo, e gli fu successivamente eretto un monumento nella città di Wloclawek, dove morì. I suoi resti furono traslati in Italia nel 1938 da una missione militare italiana, e sepolti nella basilica di Santa Croce a Firenze, dove resta una lapide commemorativa scolpita dal polacco Teofil Lenartowicz.
La sua figura fu di ispirazione a un discendente di altro ramo della famiglia, Giulio Bechi, che diede il nome di Stanislao (Lao) al protagonista dei suoi romanzi.